# Каза Пенаки (Гросето)
Каза Пенаки је насеље у Италији у округу Гросето, региону Тоскана.
Према процени из 2011. у насељу је живело 13 становника. Насеље се налази на надморској висини од 408 м.